# Neil Ferguson (epidemiolog)
Neil Ferguson (epidemiolog) (ur. w grudniu 1968 w Whitehaven, North West England) – brytyjski biomatematyk, epidemiolog, specjalista w dziedzinie matematycznego modelowania rozprzestrzeniania się chorób zakaźnych (w tym pandemie COVID-19, grypy i in.), profesor biologii matematycznej w Imperial College London (School of Public Health), członek Academy of Medical Sciences (UK).

## Życiorys

### Dzieciństwo i młodość
Urodził się w grudniu 1968 roku w Whitehaven (North West England), gdzie jego ojciec był psychologiem wychowawczym, a matka bibliotekarką (później otrzymała święcenia kapłańskie kościoła anglikańskiego).
Chodził do Llanidloes High School, a w latach 1980. kształcił się w Uniwersytecie Oksfordzkim (Lady Margaret Hall i Linacre College).
Zamierzał zostać fizykiem (fizyka teoretyczna, fizyka cząstek elementarnych, fizyka materii skondensowanej). Promotorem pracy doktorskiej dotyczącej problemów grawitacji kwantowej był John Wheater. Po opublikowaniu w 1994 roku praca spotkała się z uznaniem (była np. cytowana w cenionym podręczniku geometrii kwantowej (ang. quantum geometry)), jednak wkrótce Ferguson – nieoczekiwanie dla promotora – porzucił fizykę cząstek elementarnych zwracając się w kierunku biomatematyki. Stwierdził, że chce zająć się zastosowaniami modelowania matematycznego (zob. np. model Kermacka-McKendricka) w czasie rozwiązywania żywotnych potrzeb ludzi zagrożonych epidemiami (w drugiej połowie lat 1990. zmagano się ze wzrostem zapadalności na HIV). Wspomina, że nowy cel wybrał po wysłuchaniu wykładu Roberta Maya (Baron May of Oxford), fizyka teoretycznego, który stworzył m.in. matematyczne podstawy biologii, populacjologii, wiedzy o strukturach ekosystemów i in. (wprowadził pojęcie basic reproductive number – podstawowa liczba odtwarzania R0).

### Praca zawodowa
Jest profesorem biomatematyki w Imperial College London (zob. też Roy M. Anderson), gdzie kieruje Zakładem Epidemiologii Chorób Zakaźnych w School of Public Health oraz pełni funkcję prodziekana wydziału medycznego do spraw rozwoju akademickiego. Kieruje również jednostkami:
- Abdul Latif Jameel Institute for Disease and Emergency Analytics (J-IDEA)[17]
- MRC[c] Centre for Global Infectious Disease Analysis (MRC-GIDA)[18]; w tych ramach Imperial College COVID-19 Response Team, opracowujący i udostępniający raporty o rozwoju epidemii w Wielkiej Brytanii i innych krajach[2]

MRC-GIDA współpracuje z WHO i doradza rządowi Wielkiej Brytanii w sprawach strategii walki z epidemiami, m.in. z pandemią COVID-19 (w ramach centrum GIDA działa Scientific Advisory Group for Emergencies, Sage). Neil Ferguson współpracuje też z zespołem CSaP w University of Cambridge (Centre for Science and Policy, centrum wdrażające nowe mechanizmy współdziałania naukowców z politykami). Współrealizuje programy badawcze finansowane w ramach grantów o łącznej wysokości rzędu 5 mln GBP.

## Tematyka badań naukowych
Celem badań jest lepsze zrozumienie czynników epidemiologicznych i procesów populacyjnych, które decydują o rozprzestrzenianiu się chorób zakaźnych w populacjach ludzi i zwierząt. Ta wiedza umożliwia opracowywanie optymalnych strategii interwencyjnych, zmierzających do ograniczania rozwoju chorób w skali organizmów i całych populacji, jest podstawą programów ochrony zdrowia publicznego obejmujących zagadnienia weterynarii biocenotyki i inne. W czasie tworzenia modeli epidemiologicznych są uwzględniane m.in. informacje o strukturze społecznej narażonej ludności, popularności szczepień, skuteczności dostępnych leków, warunkach wpływających np. na liczebność różnych wektorów(np. komary, kleszcze) itp. Tworzenie prognostycznych modeli epidemiologicznych jest szczególnie trudne, gdy chorobę wywołuje patogen nowy, gdy brakuje niezbędnych do modelowania informacji dot. mechanizmu oddziaływania, zapadalności, śmiertelności, możliwościach nabywania odporności po przechorowaniu, trwałości nabytej odporności itp.). Neil Ferguson z zespołem gromadził dane dot. takich chorób zakaźnych jak:
- 2001 – pryszczyca,
- 2010–2011 – pandemia grypy A/H1N1,
- 2013 – MERS-CoV,
- 2014 – gorączka krwotoczna Ebola,
- choroby przenoszone przez komary (zob. też Wolbachia),
  - 2015 – denga,
  - 2016 – zika,
- od 2019 – COVID-19.

Wiedzę o przebiegu epidemii czasów współczesnych oraz zapisy historyczne Ferguson ze współpracownikami wykorzystuje analizując sposoby reakcji na nowe zagrożenia, np. na ataki bioterrorystyczne dokonywane z użyciem celowo uwolnionych wirusów ospy prawdziwej.
Od pojawienia się nowego koronawirusa z Wuhan (SARS-CoV-2, COVID-19 w Chinach) Neil Ferguson ze współpracownikami gromadzi, analizuje i popularyzuje informacje potrzebne do zbudowania najbardziej wiarygodnego modelu rozwoju pandemii, pozwalającego rządom realizować najbardziej racjonalne strategie przeciwdziałania. Do czasu opracowania skutecznych szczepionek i leków stosowane są różne interwencje niefarmaceutyczne, NPIs (Non-pharmaceutical interventions).
A – Prosty przedziałowy model SIR, opracowany na przełomie lat 1920–1930, pozwalał prognozować – bez stosowania zaawansowanych technik obliczeniowych – zmiany liczby osób zainfekowanych (I, linia czerwona) na podstawie m.in. wartości R0
B – Aktualizowana od 22 października 2020 liczba potwierdzonych przypadków COVID-19 na 1000 mieszkańców (mapy wcześniejsze – zob. historia pliku w Commons)
C – Zmiany sytuacji epidemicznej ilustrują linie (przykład Litwy): gruba ciągła – całkowita liczba potwierdzonych przypadków; gruba przerywana – wygładzony przyrost liczby przypadków; czerwona kropka-kreska – całkowita liczba zgonów; cienka kropkowana – jej wygładzony przyrost

## Publikacje (wybór)

### Fizyka teoretyczna
- Ferguson, N., Wheater, J.F., On the transition from crystalline to dynamically triangulated random surfaces. Phys. Lett., B 319 (1993), 104
- Ferguson, N.M. Continuous interpolations from crystalline to dynamically triangulated random surfaces. PhD thesis, Linacre College, University of Oxford (1994).

### Epidemiologia (biomatematyka)
Jest współautorem ponad 300 publikacji, dotyczących różnych epidemii. Ponad 50 spośród nich ukazało się w 2020 roku.
COVID-19
Przebiegu pandemii COVID-19 w różnych krajach świata dotyczą m.in. aktualne raporty, opracowywane przez wieloosobowe zespoły naukowców i powszechnie udostępniane (przykład: Report 32: Age groups that sustain resurging COVID-19 epidemics in the United States, 17 September 2020) oraz publikacje w czasopismach naukowych, np.:
- Dighe A., Cattarino L., Cuomo-Dannenburg G. i inni, Response to COVID-19 in South Korea and implications for lifting stringent interventions, BMC Medicine, ISSN 1741-7015.
- Candido D.S., Claro I.M., de Jesus J.G. i inni, Evolution and epidemic spread of SARS-CoV-2 in Brazil, SCIENCE, Vol: 369, Pages: 1255-+, ISSN 0036-8075.
- Hogan A., Jewell B., Sherrard-Smith E. i inni, Potential impact of the COVID-19 pandemic on HIV, TB and malaria in low- and middle-income countries: a modelling study, The Lancet Global Health, Vol: 8, Pages: e1132-e1141, ISSN 2214-109X.
- Thompson H., Imai N., Dighe A. i inni, SARS-CoV-2 infection prevalence on repatriation flights from Wuhan City, China, Journal of Travel Medicine, ISSN 1195-1982.
- Lavezzo E., Franchin E., Ciavarella C. i inni, Suppression of a SARS-CoV-2 outbreak in the Italian municipality of Vo, Nature, Vol: 584, Pages: 425-429, ISSN 0028-0836.
- Grassly N.C., Pons-Salort M., Parker E.P.K., White PJ, Ferguson N.M., i inni, Comparison of molecular testing strategies for COVID-19 control: a mathematical modelling study, Lancet Infectious Diseases, ISSN 1473-3099.
- Flaxman S., Mishra S., Gandy A. i inni, Estimating the effects of non-pharmaceutical interventions on COVID-19 in Europe, Nature, Vol: 584, Pages: 257–261, ISSN 0028-0836.

Oceny ryzyka BSE/vCJD (zob. gąbczasta encefalopatia bydła, choroba Creutzfeldta-Jakoba, priony)
- Estimation of the number of people incubating variant CJD (1998)[26]
- Estimating the human health risk from possible BSE infection of the British sheep flock (2002)[27]
- The transmission dynamics of BSE and vCJD[28]

Epidemiologia pryszczycy i ptasiej grypy u zwierząt gospodarskich
- The foot-and-mouth epidemic in Great Britain: Pattern of spread and impact of interventions (2001)[29]
- Transmission intensity and impact of control policies on the foot and mouth epidemic in Great Britain (2001)[30]

Bliskowschodni zespół oddechowy (MERS-CoV)
- Identification of MERS-CoV in dromedary camels (2013)[31]
- Middle East respiratory syndrome coronavirus: quantification of the extent of the epidemic, surveillance bias, and transmissibility (2013)[32]

Flawiwirusy
- Countering the Zika epidemic in Latin America (2016)[33]
- Using Wolbachia for Dengue Control: Insights from Modelling (2016)[34]

## Kontrowersje
5 maja 2020 roku (zob. COVID-19, pierwsza fala w Wielkiej Brytanii) Neil Ferguson wycofał się z prac w zespole doradczym Sage po opublikowaniu zarzutu hipokryzji, jak określano co najmniej dwukrotne złamanie przez niego reguł kwarantanny (wówczas nieobowiązkowej). Do wprowadzenia tych reguł usilnie przekonywał premiera Borisa Johnsona, skłonnego wówczas do zastosowania szwedzkiego scenariusza przeciwdziałania pandemii. W czasie wywiadu udzielonego BBC 24 lipca premier przyznał, że reakcje rządu były opóźnione („We could have done things differently”).
Ferguson potwierdził, że w okresie dobrowolnej dwutygodniowej samoizolacji, której poddał się w maju po otrzymaniu pozytywnego wyniku testu na koronawirusa, zgodził się na wizyty gościa w swoim domu. Publicznie przyznał się do popełnionego błędu i przeprosił za swoje zachowanie, jednak sprawa stała się tematem licznych nieprzychylnych komentarzy. W części z nich podważano kompetencje Fergusona (nazywanego „Professor Lockdown” lub „The Master of Disaster”, who „created the infamous Imperial College model”).
W obronie atakowanego występowali członkowie rodziny oraz wieloletni współpracownicy. Doradcy naukowi „Guardiana” sugerowali, że celem rozpętania dyskusji o „skandalu” mogła być próba odwrócenia uwagi opinii publicznej od sytuacji epidemicznej (informacja ukazała się bezpośrednio po tym, gdy w Wielkiej Brytanii wskaźnik zgonów osiągnął najwyższą wartość w Europie, a wkrótce przed decyzją o złagodzeniu obostrzeń).

## Wyróżnienia
- 2002 – Order Imperium Brytyjskiego (OBE)[39][40]
- 2005 – Fellow The Academy of Medical Sciences[39]
- 2019 – International Member of the National Academy of Medicine[41]